# Іштира
Іштира́ (рос. Итыра, марій. Штрамарий) — присілок у складі Параньгинського району Марій Ел, Росія. Входить до складу Русько-Ляжмаринського сільського поселення.

## Населення
Населення — 218 осіб (2010; 248 у 2002).
Національний склад (станом на 2002 рік):
- марі — 98 %